# Tanja Raich (Sängerin)

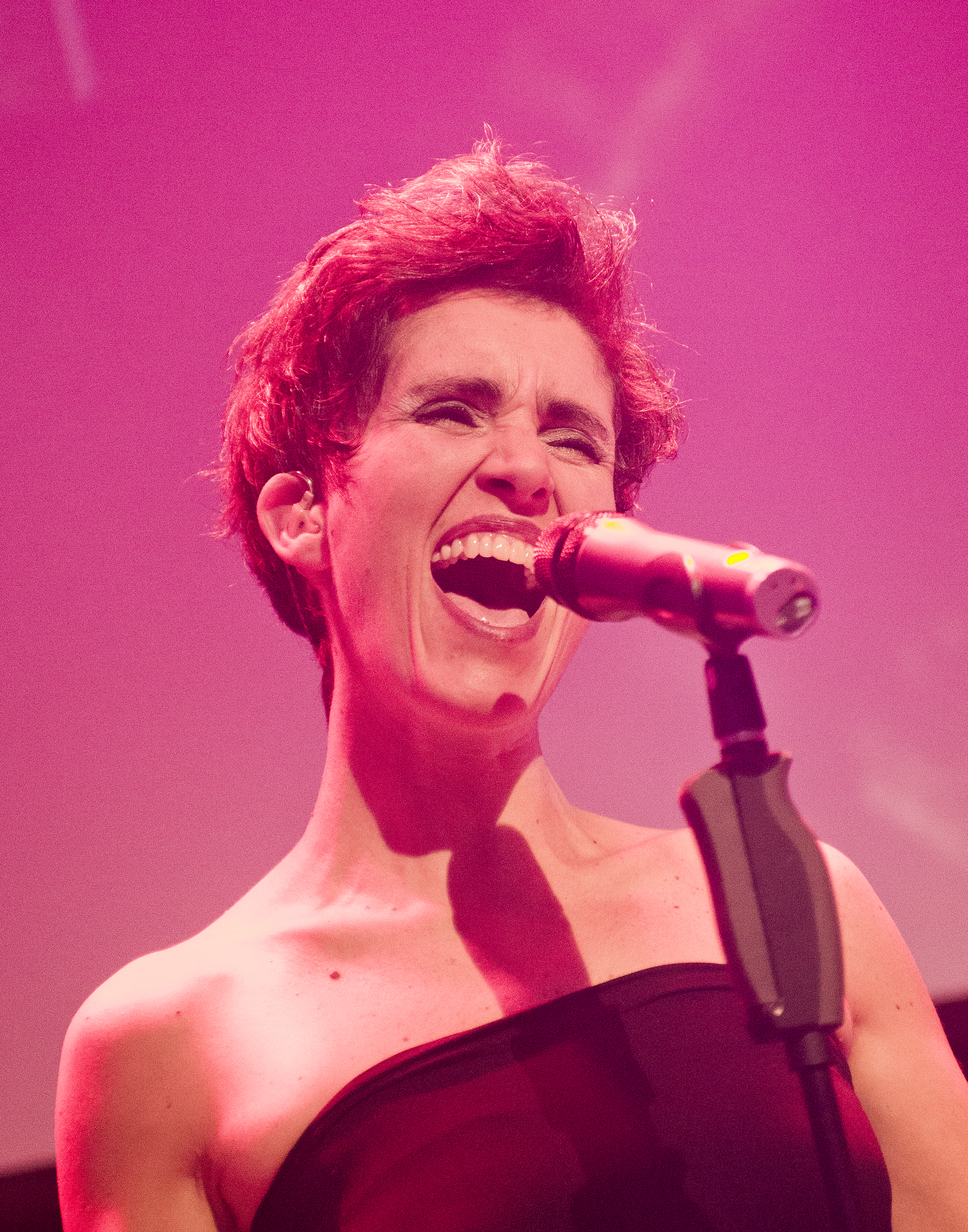
Tanja Raich (2016)

Tanja Raich (* 1977 in Innsbruck) ist eine österreichische Sängerin und Gesangspädagogin.

## Wirken
Nach Abschluss des Musikgymnasiums in Innsbruck zog Raich nach Wien und studierte an der Universität Wien Musikwissenschaft, Theaterwissenschaft, Psychologie und an der Universität für Musik und darstellende Kunst Wien Gesang. Von 2008 bis 2011 studierte sie am Complete Vocal Institute (CVI) in Kopenhagen.
Sie betreibt die VocAcademy mit Sitz in Maastricht/Aachen (Euregio) und gibt neben ihrer Konzerttätigkeit mit verschiedenen Formationen europaweit Workshops, Clinics und Masterclasses. Des Weiteren leitet sie seit 2015 das Popchor-Projekt der Musikschule Aachen, das heute aus über 200 Sängern besteht, den Aachener Kammerchor cantoAmore und ist Vocalcoach am Das-Da-Theater in Aachen.
Raich arbeitet in von Jazz, Pop und Funk beeinflussten Bands und war Mitglied der professionellen A-cappella-Gruppen Velvet Voices und Shiva Knows. Mit ihrem Tanja Raich Quartett (heute mit Christoph Eisenburger (Klavier und Arrangement), Werner Lauscher (Kontrabass) und Luc Nelissen (Vocal Percussion)) bringt sie ausdrucksstarke, jazzige Arrangements verschiedenster Popsongs auf die Bühne. Ihre Erfahrung in mehreren Genres – von Klassik bis Rock – und das Musizieren in unterschiedlichsten Besetzungen wie a cappella, in Duos, in Bands und Big Bands machen Tanja Raich sowohl im Studio als auch live zu einer vielseitigen Künstlerin.

## Diskographie
- 2003 Velvet Voices: Christmas Songs
- 2004 Velvet Voices: And so it goes, Extraplatte
- 2005 Velvet Voices: Nylons, Swing und Chesterfield, Extraplatte
- 2006 Velvet Voices: Essence, Extraplatte
- 2007 Shiva Knows: Everything
- 2008 Shiva Knows: More
- 2010 Shiva Knows: A Tribute to the Real Group
- 2012 Shiva Knows: Shiva Knows
- 2016 Tanja Raich: Frameless Pictures[6]
- 2017 Popchor 3.0: live
- 2018 Tanja Raich: Twenty-four Reasons
- 2020 Tanja Raich: Cowboy Jim und seine Liederbande

## Preise und Auszeichnungen
- Ward Swingle Award in Gold mit der Gruppe Velvet Voices 2003 und 2004
- Ward Swingle Award in Gold mit der Gruppe Shiva Knows 2007 und 2008
- Nominierung: Cara Award, für den Song Butterfly in der Kategorie Best Jazz Song
- Nominierung: Cara Award, mit der Gruppe Shiva Knows für das Album Shiva Knows in der Kategorie Best European Album